# Luke Garbutt
Luke Samuel Garbutt (Harrogate, 21 maggio 1993) è un calciatore inglese, difensore del Salford City.

## Carriera

### Club
Ha giocato nella prima e nella seconda divisione inglese.

### Nazionale
Con la nazionale Under-17 inglese ha vinto gli Europei di categoria del 2010, mentre con la Nazionale Under-20 ha preso parte al Mondiale del 2013. Con l'Under-21 ha partecipato all'Europeo del 2015.